# أحمد سالم
أحمد سالم (20 فبراير 1910 - 10 سبتمبر 1949)، هو أول مذيع مصري بالإذاعة المصرية سنة 1936. ولد في أبو كبير بمحافظة الشرقية، عمل ممثلاً ومنتجًا ومخرجاً وأسس ستوديو مصر ، درس وتدرب على الطيران فأصبح طياراً ، تزوج من الفنانة أسمهان، و من مديحة يسري، وكذلك من الراقصة تحية كاريوكا وأمينة البارودي إحدى سيدات المجتمع وقت الثورة وكان صديقاً شخصياً للملك فاروق.

## بدايته
- سافر إلى إنجلترا لدراسة الهندسة، فدرس الطيران وعاد إلى مصر سنة 1931 قائداً بنفسه طائرته التي اشتراها لنفسه ليعود لبلده بعد أن تعرض أكثر من مرة لحادث كان من الممكن أن يودي بحياته.
- بمجرد عودته عُيِّن مهندسا لشركات أحمد عبود باشا ولأنه يملك روحا متمردة لم يستمر في هذا العمل طويلا رغم أن الجميع شهد له بالنجاح الكبير كمهندس.
- عمل مديراً للقسم العربي بالإذاعة المصرية سنة 1932م وكان أول من نطق بالجملة التي نسمعها حتى اليوم وهي هنا القاهرة.
- ظل أحمد سالم في الإذاعة يقدم عصارة فكرة وقدم من البرامج ما أسعد المستمعين لكن بكل أسف لم تكن وسائل التسجيل تساعد على الحفاظ على كل ما يذاع للصعوبة البالغة في وسائل الحفظ آنذاك.
- ذهب ذات يوم أحمد سالم كمذيع إلى حفل أقامه طلعت حرب باشا بمناسبة نجاح شركات بنك مصر وأعجب بذكاء المذيع الشاب وطلب منه أن يتفرغ لإنشاء شركة مصر للتمثيل والسينما وبناء استوديو كبير يكون مصريا خالصا وبالفعل قدم أحمد سالم استقالته وتفرغ لبناء صرح السينما المصرية، فبني ستوديو مصر على أحدث استوديوهات ذلك الزمان وتولى عملية توظيف الفنيين الأجانب والمصريين، وقدم باكورة إنتاج ستوديو مصر فيلم وداد لأم كلثوم وأحمد علام، وأنتج العديد من الأفلام الناجحة بعد ذلك ووثِق فيه طلعت حرب فأسند إليه بجوار عمله في ستوديو مصر المدير العام للقسم الهندسي لشركات بنك مصر ومدير عام مطبعة مصر.
- في سنة 1938 أنتج ستوديو مصر فيلما باسم لاشين أثار ضجةً كبرى وأثار حفيظة القصر الملكي لأن فيه حركة شعبية ثورية ضد الحاكم المستبد والنهاية هي القضاء على هذا الحاكم الغارق في شهواته، طلبوا من أحمد سالم تعديل السيناريو والحوار على أن تكون النهاية لصالح الحاكم الذي لم يكن يعلم ما يدور ضد الرعية لكنه رفض وقدم استقالته من كل هذه المناصب لتمسكه برأيه وأنه لا تعديل في السيناريو ولا نهاية للفيلم.

لاشين كان فكرة أحمد سالم أخذها من هنريش فو مامين وعهد بكتابة السيناريو إلى فريتز كرامب وأحمد بدرخان وكتب حوار الفيلم أحمد رامي وأخرجه فريتز كرامب مونتاج نيازي مصطفى بطولة حسن عزت الذي لم نره بعد ذلك ونادية ناجي ومعهم حسين رياض وعبد العزيز خليل وغيرهم.

## الإخراج السينمائي والتمثيل والإنتاج
استقال أحمد سالم من كل هذه المناصب ثم كوّن شركة أفلام باسمه باسم نفرتيتي واستأجر لها مقرا في شارع أبو السباع (جواد حسني حاليا) فوق بنك موجيري الشهير في ذلك الوقت وجمع له عددا من الفنانين والفنيين صغار السن طموحين وأقدم على أول إنتاج له فيلم أجنحة الصحراء كتب هو السيناريو والحوار وقام بالإخراج وبطولة الفيلم وصوره جوليا دي لوكا وفاركاش وشارك بطولة الفيلم راقية إبراهيم وأنور وجدي وحسين صدقي وعباس فارس وروحية خالد ومحسن سرحان وكان عرض الفيلم أول أكتوبر سنة 1939 بسينما ديانا. الفيلم أعاد به أحمد سالم ذكرى حبه للطيران فكانت القصة هي أن شابا له صديق وهما على طرفي نقيض، فالطيار يحب مهنته مفضلا إياها على كل مغريات الحياة بينما يغرق صديقه في ملذاتها من خمر ونساء ويترك الطيار في النهاية الحياة بما فيها حبيبته راقية إبراهيم ليعيش في الهواء مع طائرته على أجنحة الطائرة في صحراء الحياة.
- واتسمت أفلامه بالطابع الاجتماعي، ومثل في كل الأفلام التي أخرجها
- اكتشف كاميليا وتزوج من مديحة يسري، ومن خيرية البكري، وأمينة البارودي، وأسمهان، وتحية كاريوكا وكان له ابنة واحدة اسمها نهاد وقد كان محبا للمغامرة وكان يعشق الحياة على حافة الخطر وحاول الانتحار أربع مرات.
- ابتعد أحمد سالم عن السينما بعد فيلم أجنحة الصحراء حيث شارك في أعمال تجارية كبرى في أعمال حرة أخرى مثل تجارة السلاح وكانت له مغامرات في التجارة مشهورة حول الخوذات التي كانت تورد للجيش الإنكليزي وأحدثت هذه المشاكل ضجة في الأوساط الفنية وأيضا السياسية.

## فيلموجرافيا
- أجنحة الصحراء (1939): تمثيل وتأليف وإخراج
- رجل المستقبل (1946): تمثيل وتأليف وإخراج
- الماضي المجهول (1946): تمثيل وتأليف وإخراج
- دنيا (1946): تمثيل
- ابن عنتر (1947):: تمثيل وتأليف وإخراج وإنتاج
- البريمو (1947): إنتاج
- المنتقم (1947): تمثيل
- حياة حائرة (1948: تمثيل وتأليف وإخراج
- شمشون الجبار (1948): إنتاج
- المستقبل المجهول (1948): تمثيل وتأليف وإخراج وإنتاج
- دموع الفرح (1950): تمثيل وتأليف وإخراج

## وفاته
أودت بحياته رصاصة نتيجة شجاره مع زوجته آنذاك الفنانة الراحلة أسمهان عام 1944 حين عادت إلى المنزل في وقت متأخر مما جعله يرفع عليها مسدسه ليطلق عليها الرصاص، فما كان من صديقتها إلا أن استنجدت بالشرطة وأتت بهم، فحدث شجار بين أحمد سالم وضابط الشرطة، تبادل الاثنان إطلاق الرصاص لتصيب إحداها أحمد سالم في الصدر ويعالج من الرصاصة ويشفى، لكن آثارها ظلت تؤلمه حتى عام 1949 حين دخل المستشفى لإجراء عملية لها لكنها فشلت وتُوفيَ.

## وصلات خارجية
- أحمد سالم على موقع IMDb (الإنجليزية)
- أحمد سالم على موقع قاعدة بيانات الأفلام العربية
- أحمد سالم على موقع قاعدة بيانات الفيلم (الإنجليزية)